# Mariene ecoregio Salomonarchipel
De Mariene ecoregio Salomonarchipel (135) (Engels: Solomon Archipelago marine ecoregion) is een biogeografische regio en ligt in het westen van de Grote Oceaan in de Mariene provincie Oostelijke Koraaldriehoek (31) in het Marien rijk Centrale Indo-Pacific. De mariene ecoregio is vastgesteld door het World Wide Fund for Nature en The Nature Conservancy en is vernoemd naar de Salomonseilanden.
In het oosten grenst het gebied aan de mariene ecoregio Vanuatu (148), in het zuidwesten aan de mariene ecoregio Salomonzee (136) en in het noordwesten aan de mariene ecoregio Bismarckzee (134).

## Geografie
De mariene ecoregio ligt in het westen van de Grote Oceaan rond de Salomonseilanden en het uiterste oosten van Papoea-Nieuw-Guinea met de Noordelijke Salomonseilanden. Het gebied ligt in het westen een stuk in de Salomonzee en strekt zich uit van de wateren van de oostkust van Nieuw-Ierland, rond de eilanden Buka en Bougainville in het noordwesten tot aan het eiland Makira in het zuidoosten.
Door het gebied stroomt de Pacifische Zuidequatoriale stroom.

## Biogeografie
Het gebied kent zeeleven dat houdt van tropische temperaturen.